# سفارة كوريا الجنوبية في بولندا
سفارة كوريا الجنوبية في بولندا هي أرفع تمثيل دبلوماسي لدولة كوريا الجنوبية لدى بولندا. تقع السفارة في وارسو وهي تهدف لتعزيز المصالح الكورية جنوبية في بولندا.

## وصلات خارجية
- الموقع الرسمي
- قائمة سفارات كوريا الجنوبية
- قائمة السفارات في بولندا